# Penelope Halliwell
Penelope 'Grams' Halliwell (Boston, 23 juni 1931 - † 5 maart 1998) is een personage in de televisieserie Charmed. De rol wordt vertolkt door actrice Jennifer Rhodes.
Penny's moeder is P. Baxter en vader is Gordon Johnson. Penny is een heks en een afstammeling van Melinda Warren.
Penny is de moeder van Patty Halliwell en de grootmoeder van Prue, Piper, Phoebe en Paige: de Charmed Ones. Ze is de overgrootmoeder van Wyatt, Chris en Melinda. Ze wordt de legale voogd van haar kleinkinderen na de dood van haar dochter, ze bindt de krachten van haar kleindochters, maar op het moment dat ze sterft.  zullen de krachten terugkomen  Penny ontwikkelde een hartziekte en overleed op 5 maart 1998 aan een hartinfarct. Haar overlijden zorgt ervoor dat de Charmed Ones hun krachten krijgen.

## Krachten
Penny bezit net zoals haar kleindochter Prue de gave van telekinese. Met deze kracht kan ze objecten verplaatsen door middel van geestkracht. Penny is zeer bedreven met deze gave en is krachtiger dan Prue. Naast meer ervaring en een langer leven, is haar macht ook zo groot omdat ze schijnbaar haar gave elke dag oefende en een ritueel uitvoerde om de groei van haar gave te versterken